# Plosokerep (Sananwetan)
Plosokerep is een bestuurslaag in het regentschap Blitar van de provincie Oost-Java, Indonesië. Plosokerep telt 4067 inwoners (volkstelling 2010).